# Курчавенков, Анатолий Павлович
Анатолий Павлович Курчавенков (7 октября 1936, Ленинград, СССР) — советский футболист, нападающий.

## Биография
Воспитанник ленинградского «Динамо». В 1956 году был в составе ленинградского «Зенита». В 1957—1959 годах играл за львовский СКВО. 18 июля 1960 года дебютировал за «Зенит» в домашнем матче против таллинского «Калева» (6:0): во втором тайме вышел на замену и вскоре забил пятый мяч команды. В следующей игре — с рижской «Даугавой» (2:2) — отыграл весь матч, забил мяч на 38-й минуте. В следующих семи матчах забил ещё шесть голов, оформив два дубля; стал одним из лучших ассистентов команды. В следующем сезоне после прихода нового главного тренера Евгения Елисеева Курчавенков, имевший проблемы с соблюдением дисциплины, не сыграл ни одного матча. Выступал за команды класса «Б» «Спартак» Ленинград (1961), «Трудовые резервы» Луганск (1962), «Химик» Северодонецк (1962).